# 袁希钢
袁希钢（1955年—），汉族，中华人民共和国政治人物、第十一届全国政协委员。
加入中国民主促进会，担任民进中央委员、天津市委副主委、天津大学化工研究所所长。2008年，当选第十一届全国政协委员，代表科学技术界，分入第三十一组。